# Országh József (elektrokémikus)
Országh József (Budapest, 1937. március 21. – 2020. október 14.) elektrokémikus, vízkutató, fenntartható vízgazdálkodás mozgalmár, tanár, vállalkozó. Tudományos pályafutás alatt célja nem a kutatói munka és a velejáró nagyszámú tudományos dolgozat közlése volt, hanem minden esetben a gyakorlatban felmerült problémákra kielégítő megoldást javasolt.

## Élete, pályafutása
Országh József professzor tudományos kutatásait az Université de Mons-Hainaut (Belgium) egyetemen végezte egészen 2002. szeptember 30-ig. 15 éven keresztül tagja volt Vallónia Vízügyi Kormánybizottságának, ahol a Föld Barátai (Friends of the Earth) belgiumi szervezetét képviselte.
Országh József annyiban különbözik a legtöbb egyetemi kutatótól, hogy kutatásait a lehető legcélravezetőbb úton végzi el, minden kerülő nélkül, holisztikus szemlélettel. Végül az összes lehetséges megoldás közül a legegyszerűbbet, a leghatásosabbat és a lehető legolcsóbbat helyezi előnybe.
Egyik kedvenc kutatási területe a víz és a vízgazdálkodáshoz tartozó kérdések: vízellátás, vízhasználat, vízszennyezés és végül a víztisztítás. Mindezeket a fenntartható fejlődés szempontjából vizsgálja és kezeli.
Fuggerth Endre "Egy különc tudós elképzelései a vízről" címmel publikált összefoglalójával tiszteleg Országh József fő munkássága előtt.
Tudományos munkásság a vízgazdálkodáson kívül más területekre is kiterjed:
- az ipari állattenyésztés által termelt hígtrágya helyes kezelésére;
- a cellulóz tartalmú ipari hulladékok és melléktermékek hosszútávon is fenntartható értékesítésére;
- a súlyosan szennyezett régi ipari létesítmények földjeinek a megtisztítására.

Életművét 2019-ben végül könyv-alakban is summázza.
A gyakorlatba is könnyűszerrel átvihető VÍZGAZDA-teória centruma alapvetően a helyes és okszerű biomassza-gazdálkodás - amely természetszerűleg nem függetleníthető a vízhasználattól. Metodikája ekként olyan feladatok megoldására képes, amelyek az egymással állandó-ütközésben lévő magasan-technologizált fejlesztésekkel sem lehetnek elérhetők, valamint olyan potenciállal bír amely túlmutat a megcélzottakon. Bár ezek elméleti-szintű bizonyítására már nem maradt ideje, több tétel azóta már bizonyos-szintű tisztázást nyert:
1. A házilagos használtvíz-kezelés Szürkeviz esetén effektíve felülmúlja paraméter-mutatóiban a leghatékonyabb művi-szennyvíztisztítást is:[4]
2. A VÍZGAZDAI-komposztálás hatékony volta a xenobiotikumok lebontásában,[5] amely által mentesíthető a környezet ilyen-irányú terhelése:[6]
3. Súlyos szennyezési kár-eset rehabilitációs orvoslása általa:[7]
4. A sivatagi-térhódítás tényleges visszaszorítása lehetőségének a fundamentuma:[8]
5. Országos-szintű Vízgazdálkodásban betölthető szerepe:[9]
6. Rendszer-elméleti helye a fenntartható vízgazdálkodás és korszerű mezőgazdaság konjunktívitását tekintve:[10]
7. Klimatológiailag is kiaknázható hatása:[11]

Az elismerésére még életében megtett indítvány azonban máig nem vetett hullámokat.
Országh József az Ivóvíz Magyarország Alapítvány (IMA) egyik alapító tagja.

### Időrendben
- 1955: Technikusi diploma a Kandó Kálmán Villamosipari Főiskolán.
- 1955-1956: Hallgató a Budapesti Műszaki Egyetem Villamosmérnöki karán.
- 1957: Politikai okokból menekülni kényszerül Magyarországról. Menedékjogot kap Belgiumban, ahol 1969-ben felveszi a belga állampolgárságot.
- 1961: Vegyészi diploma a Brüsszeli Egyetemen (Université Libre de Bruxelles)
- 1969: A kémiai tudományok doktora (Université Libre de Bruxelles)
- 1969-1971: Tanársegéd a Mons-i Műszaki Egyetem Vegyészmérnöki karán (Faculté Polytechnique de Mons)
- 1971-1982: Tanszékvezető rendes tanár (professeur ordinaire), majd a Lubumbashi-i. Műszaki Egyetem (Université Nationale du Zaïre) második dékánja.
- 1975: Adjunktus a Monsi Egyetem Természettudományi karán (egy időben tanár az Université Nationale du Zaïre-on).
- 1983: Egy 5 kilovolt-amperes naperőművet épít Zaïr-ban a Katanga tartományban. A felújítható energiaforrások nemzetközi ACCT (Agence de Coopération Technique et Culturelle basée à Paris) szakértője.
- 1983-1986: A felújítható energiaforrások nemzetközi ACCT (Agence de Coopération Technique et Culturelle basée à Paris) szakértője.
- 1983-1988: Számos ACCT szakértői utazás Zaïre-ba és Burundi-ba. Vidékfejlesztési program Zaïre-ban.
- 1989-2004: A belgiumi Wallónia Vízügyi Kormánybizottságának a vezetőségi tagja.
- 2002: Nyugalmazott egyetemi tanár.

### Hitvallása
Jobb a mindenkit zavaró igazság, mint a mindenkinek tetsző hazugság

## Tudományos kutatási területek

### Az elméleti tudományok terén
A folyadékok termodinamikája. Reakció kinetika vizes és nem vizes oldatokban, oldószerhatás. Magas nyomású reakció kinetika és egyensúly. Ultraibolya spektroszkópia. Vizes oldatok elektrokémiai tulajdonságai. Nem komplett oxido-redukciós rendszerek tanulmányozása. Diffúziós jelenségek szilárd testekben.

### Az alkalmazott tudományok terén
Új építőanyagok kidolgozása. Tejhamisítási eljárások analitikai kimutatása. Új eljárás a réz hidro-metallurgiájában. A mezőgazdaság természeti rendszereinek, valamint a víz- és biotömeg-gazdálkodás alapelveinek kidolgozása. Új szemlélet (a VÍZGAZDA) kidolgozása a városi szennyvizek kezelésére. Új eljárás a hígtrágya által okozott szennyezés megszüntetésére. Ipari és mezőgazdasági eredetű hulladékok újszerű értékesítése..

## Legfontosabb eredmények
Gyakorlatilag használható megoldásai egy-egy felvetett problémára. Egyes esetekben az elért eredmények más kutatókkal való együttműködés gyümölcsei.

### Az elméleti tudományok terén
- Normális folyadékok izotermikus állapotegyenletének a kidolgozása. Ez az egyenlet:{\displaystyle \beta B(V+P)={\text{állandó}}}[13] minden ismert folyadék magas nyomású termodinamikai tulajdonságait, a kísérleti eredményekkel összhangban, leírja. Ez az egyenlet egyenértékű a Boyle-Mariotte {\displaystyle PV={\text{állandó}}}, tökéletes gázegyenletével, de a folyadékok területén.
- A sav-bázis és Redoxireakciók egyesített elméletének a kidolgozása. A két reakció csoport elektromos (proton és elektron) töltésátvitellel működik, és hasonló matematikai egyenletekkel lehet mindkettőt leírni. A vizes oldatok pH (proton-aktivitás) elmélete mellé egy vele egyenértékű, teljesen új elektron-aktivitási elméletet lehet helyezni. Az analógia a két elmélet között igen szembetűnő, de az egyenletek matematikai szépsége mellett az elektronaktivitási elmélet az alkalmazott elektrokémiában merőben új kutatási területeket tár fel. Például előre ki lehet számítani a nem komplett redoxi rendszerek[14] elektrokémiai tulajdonságait is. Az elmélet alkalmazása meglepő eredményeket hozott a szennyvizek nemlélegző (anaerob) kezelése, valamint az ivóvizek élettani tulajdonságainak egész újszerű leírása terén. A legígéretesebb kutatási tartomány az orvostudomány terén mutatkozik, ahol a vér elektronaktivitásának in vivo mérése, és klinikai módosítása a rákos daganatos betegségek gyógyításában már ez ideig is igen figyelemre méltó eredményeket hozott (az eljárás nem szabadalmaztatható). Hasonló eredményeket értek el a csontritkulás gyógyításában is.

### Az alkalmazott tudományok terén
- A geo-beton, mint újszerű és olcsó építőanyag gyártásának a kidolgozása. Gyakori előfordulású palás kőzetek alapján, alacsony hőmérsékleten igen jó minőségű és olcsó építőanyag készíthető. A hagyományos égetett téglákkal szemben előállítása sokkal kevesebb energiát igényel. Az idomelemek gyártás alatti zsugorodása elhanyagolható, ami olyan formaelemek kialakítását teszi lehetővé, amelyek használata az építkezési technológiát forradalmian egyszerűsíti.
- Az úgynevezett bio-compatibilis, illetve életető víz elektrokémiai tulajdonságainak a meghatározása. Ennek a rendszernek a segítségével lehet esővízből igen jó minőségű és olcsó ivóvizet előállítani. Ez a fenntartható vízgazdálkodás egyik ki nem kerülhető eleme.
- Fenntartható víz-rendszerek (vízönellátó és a vízgazda) tudományos és műszaki kidolgozása. Általánosan elfogadott vélemény szerint ez a lakossági vízellátás és vízgazdálkodás fenntartható formájának a legmesszebbmenő környezetkímélő megoldása. Ebben benne van az úgynevezett KEGYEDI rendszer is, ami a háztartási szennyvizek egyedi kezelése.
- Az alomszék tudományos és műszaki alapjainak a kidolgozása. Az enzimes biológiai reakciók inhibícióján alapuló száraz toalett használata a környezetkímélő életmód egyik csúcspontja, és a fenntartható vízgazdálkodás egyik kikerülhetetlen eleme.
- A biotömeg- és a vízgazdálkodás közötti széleskörű összefüggések felfedezése és megfogalmazása. Ennek az elméletnek az egyik alkalmazása a hígtrágya által okozott vízszennyezés eltüntetése. Egy másik alkalmazás a mezőgazdasági és ipari eredetű hulladék anyagok együttes kezelése és értékesítése. A harmadik alkalmazás az árvízkárok megelőzésében van. Ezen az alapvető felismerésen nyugszik a vízgazda rendszer is, amelyiknek a széleskörű alkalmazása sok milliárd eurós költségmegtakarítást tesz lehetővé, olyan környezetkímélő hatásfokkal, amit egyetlen hagyományos szennyvízkezelési rendszer nem biztosíthat.
- Egy esszé a klímaváltozások megfékezésére Archiválva 2017. július 28-i dátummal a Wayback Machine-ben. Feltehetően az első és egyetlen tudományos érvelés, ami egy gyakorlatba átültethető lehetőséget vázol.